# Nanda Devi

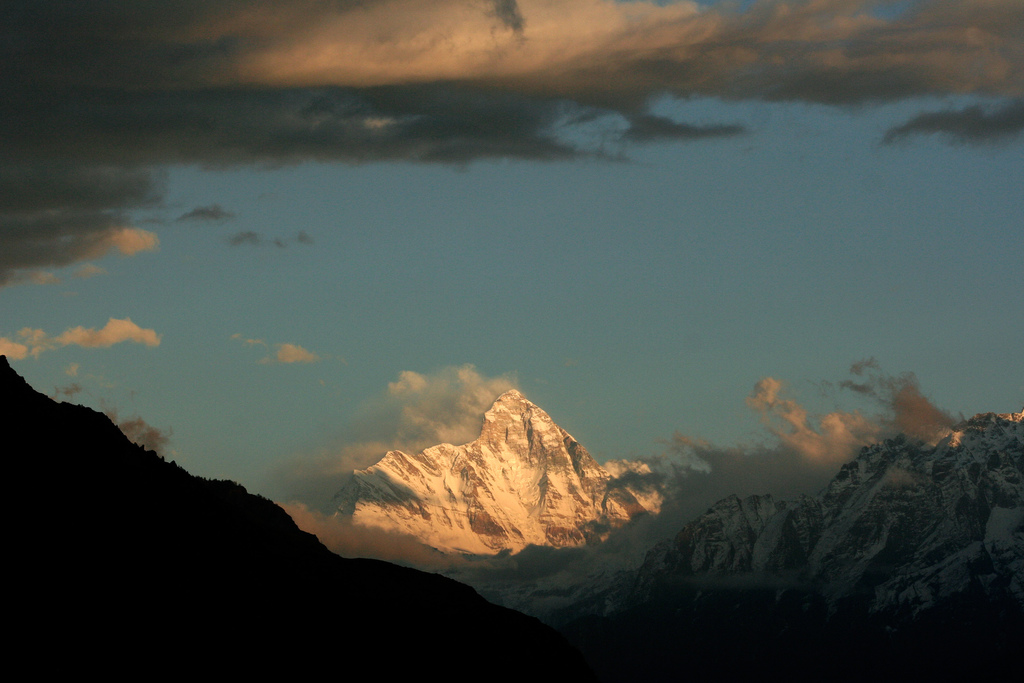
Nanda Devi

Nanda Devi är det högsta berg som står helt och hållet inom Indiens gränser. Det reser sig 7 817-7 821 m ö.h. Berget ligger i Himalayamassivet, i delstaten Uttarakhand.

## Beskrivning
Nanda Devi var också det högsta berget i Indien innan Sikkim blev en delstat i den indiska unionen 1975, då Kanchenjunga blev högst.
Den första toppbestigningen utfördes den 29 augusti 1936 av de engelska bergbestigarna Noel Odell och Bill Tilman
Befolkningen i området menar att gudinnan Nanda, hustru till Shiva, bor på berget. Hon har utsetts som skyddsgudinna för delstaten Uttarakhand.

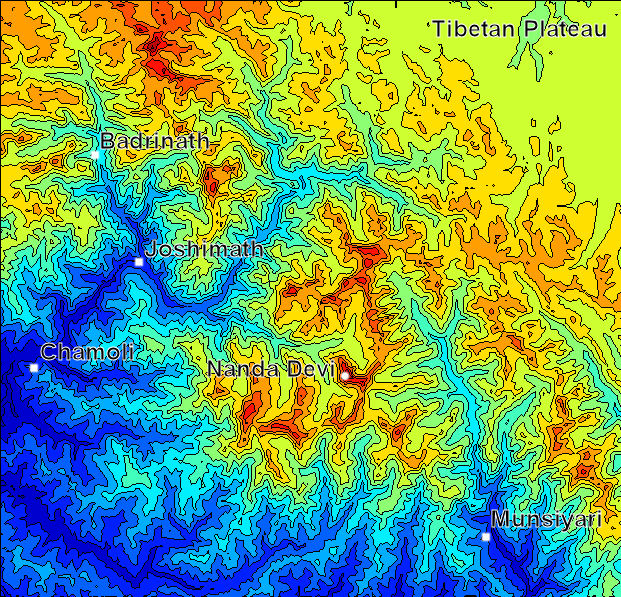
Konturkarta över Nanda Devi-området.

Med hänsyn till områdets religiösa betydelse och för att skydda dess ömtåliga ekosystem stängdes berget med omgivningar för klättrare och lokalbefolkning 1983. Unesco förklarade 1988 Nanda Devis nationalpark som världsarv.

## Etymologi
Nanda Devi betyder Gudinnan som ger välsignelse.